# Mirador dels Apòstols
El Mirador dels Apòstols o plaça dels Apòstols, és una plaça situada a l'accés al recinte del Monestir de Montserrat, a tocar de l’aparcament de cotxes, a la muntanya de Montserrat, al terme municipal de Monistrol de Montserrat (el Bages).

## Descripció
La placeta està mig encerclada per un element arquitectònic, unes obertures separades per columnetes, que correspon al que fou tercer pis de l’absis central neoromànic (1876-1885), adossat a la façana de l’església de Santa Maria (s. XVI) que acabava exteriorment amb una galeria o trifori l’alçada de la qual era proporcionada al volum de l’església d’aleshores. L’any 1992, durant les obres de restauració d’aquest temple, que consistiren sobretot a retornar-li la volumetria original del segle XVI, aquesta galeria fou traslladada aquí.
Sota mateix de la placeta rodona, hi ha la capella funerària (1958) que conté les despulles dels membres del Terç de Requetès de la Mare de Déu de Montserrat morts durant la Guerra Civil (1936–1939). El projecte i la decoració són obra del P. Crisòleg Picas (1922). Una mica més avall, vora la timba, s'alça un monument dedicat a Ramon Llull, 'Escala a l'enteniment' de Josep M. Subirachs.

## Història

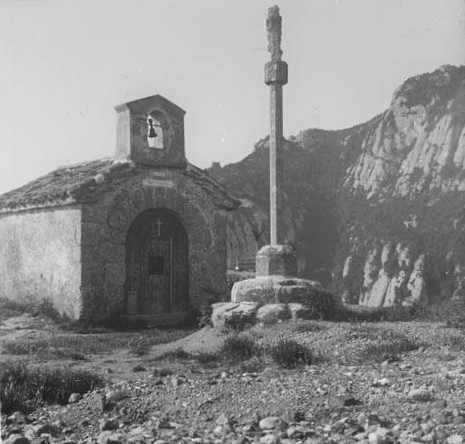
Antiga ermita dels Apòstols i creu de terme

Rep el nom de Plaça dels Apòstols, en record d’una capella que hi fou edificada el segle XVI en memòria dels Sants Apòstols. Mig destruïda per la Guerra del Francès, fou reedificada el 1858 i restaurada el 1907. A l’inici de la Guerra Civil (1936) va ser enderrocada, i el lloc fou enjardinat. El 7 d’octubre de 1939, el P. Abat Marcet va col·locar-hi la primera pedra de la capella funerària, que no es començà a construir fins l’any 1958.